# Tatro azeiteiro
O Tatro azeiteiro é um ser mítico do folclore português. O Tatro azeiteiro é a personificação do nevoeiro.
"Em S. Martinho de Recesinhos (Penafiel) diz o povo que, quando há nevoeiro, se sente um cheiro a azeite, que é produzido pelo Tatro azeiteiro. As tecedeiras espantam o Tatro de noite, ao acabar do serão, fazendo mover o caneleiro do tear."